# Daria Werbowy
Daria Werbowy (Cracovia, 19 novembre 1983) è una supermodella polacca naturalizzata canadese.

## Biografia
Nata a Cracovia, ma trasferitasi in Canada (a Mississauga) nel 1987 con i genitori, Daria Werbowy ha anche cittadinanza ucraina. All'età di 14 anni vince un concorso di bellezza a Toronto, e nel 1997 viene notata dall'agenzia di moda Susan J. Model & Talent Management, con cui però rimane per un breve periodo. Successivamente, nel 1998, firma un contratto con l'agenzia di modelle Elmer Olsen.
Dopo alcuni anni di gavetta firma un contratto con l'agenzia Elite Model Management che la lancia definitivamente nella scena dell'alta moda internazionale. Nel suo primo anno di attività, il 2003, la Werbowy viene fotografata da Steven Meisel in una delle copertine più prestigiose nel mondo della moda: la copertina di Vogue Italia, e questo si ripete per tre volte: luglio, agosto ed ottobre 2003. Nello stesso anno Steven Meisel la fotografa per la campagna pubblicitaria internazionale di Prada. Da quell'anno in poi sfila nelle più importanti capitali della moda: New York, Londra, Milano, Parigi e diventa una delle top model di nuova generazione più pagate e ricercate dagli stilisti.
Nella sua carriera sfila per tutte le più grandi case di moda al mondo. La Werbowy è stata testimonial di: Lancôme, Prada, Yves Saint Laurent, Pepe Jeans, Roberto Cavalli, Jean-Paul Gaultier, Gucci, Hermès, Valentino, David Yurman, Missoni, Versace, Louis Vuitton, Chanel e moltissime altre case di moda ed è stata fotografata più di 40 volte sulla copertina di Vogue.
Nel 2004 ha una relazione con l'attore americano Josh Hartnett ed è fotografata, da Mario Testino, nella campagna pubblicitaria di Gucci. Inoltre rinnova il contratto come testimonial per Prada. A settembre dello stesso anno è fotografata da Steven Meisel sulla copertina di Vogue America, che la descrive come una delle nuove supermodelle internazionali.
Nel 2005 la rivista Forbes la nomina erede di Gisele Bündchen per aver quasi raggiunto i guadagni della modella brasiliana. Si stimano 12 milioni di dollari guadagnati dalla Werbowy nei dodici mesi precedenti ed entra a pieno titolo nell'olimpo delle supermodelle di nuova generazione più pagate al mondo. Nello stesso anno firma contratti per le campagne pubblicitarie di Chanel, Missoni, Yves Saint Laurent, Lancôme e David Yurman e segna un record in passerella: ha l'onore di aprire e chiudere ben dodici sfilate, tra cui quella della statunitense Carolina Herrera. Sempre nel 2005 appare inoltre sulle copertine di Vogue Francia, Vogue Regno Unito, Numéro, V Magazine e diverse altre in tutto il mondo.
Nel 2006 rinnova il contratto per la campagna pubblicitaria di Chanel e di David Yurman e viene fotografata sulla copertina estiva di V Magazine insieme a Gemma Ward e Freja Beha Erichsen.
Nel 2007 appare sulla copertina di Vanity Fair Germania insieme a Carmen Kass e diventa il volto di un famosissimo spot televisivo per il lancio del profumo Hypnose di Lancôme. Inoltre torna ad essere il volto di Missoni e la nuova testimonial di Hermès, Valentino e Rag & Bone. Sempre nello stesso anno è protagonista, insieme a Kate Moss e Natal'ja Vodjanova, di uno spot televisivo per David Yurman.
Nel luglio 2007, Forbes nomina la Werbowy fra le dieci modelle più pagate al mondo, con un guadagno annuo stimato intorno ai 3.5 milioni di dollari. Il 3 giugno 2008 il suo nome è stato inserito nella Canada's Walk of Fame.
Nel 2008 rimpiazza Coco Rocha e Jessica Stam nella campagna pubblicitaria di Christian Dior e diventa anche il nuovo volto di Roberto Cavalli insieme ad Eva Herzigová e Kate Moss. È testimonial inoltre per Jean Paul Gaultier e H&M. Nell'aprile dello stesso anno Forbes la nomina nuovamente nella classifica delle supermodelle più pagate al mondo, riportando un guadagno di 3.8 milioni di dollari nei dodici mesi precedenti. A febbraio sfila, in esclusiva, a Milano per Versace. In agosto appare sulla copertina di Vogue Francia.
Nel 2009 compare nel Calendario Pirelli insieme a Isabeli Fontana e Mariacarla Boscono ed è testimonial di Balmain, Roberto Cavalli e Isabel Marant. Nello stesso anno, la rivista Forbes l'ha nominata come ottava modella più pagata al mondo con un guadagno di 4.5 milioni di dollari.
Nel 2014 viene scelta come testimonial dei Brand Balenciaga, Céline, Salvatore Ferragamo e Mango primavera/estate, quest'ultimo in sostituzione di Miranda Kerr.

## Agenzie
- IMG Models - New York, Milano, Parigi, Londra
- Elmer Olsen - Canada
- Folio - Montréal